# William Turnbull

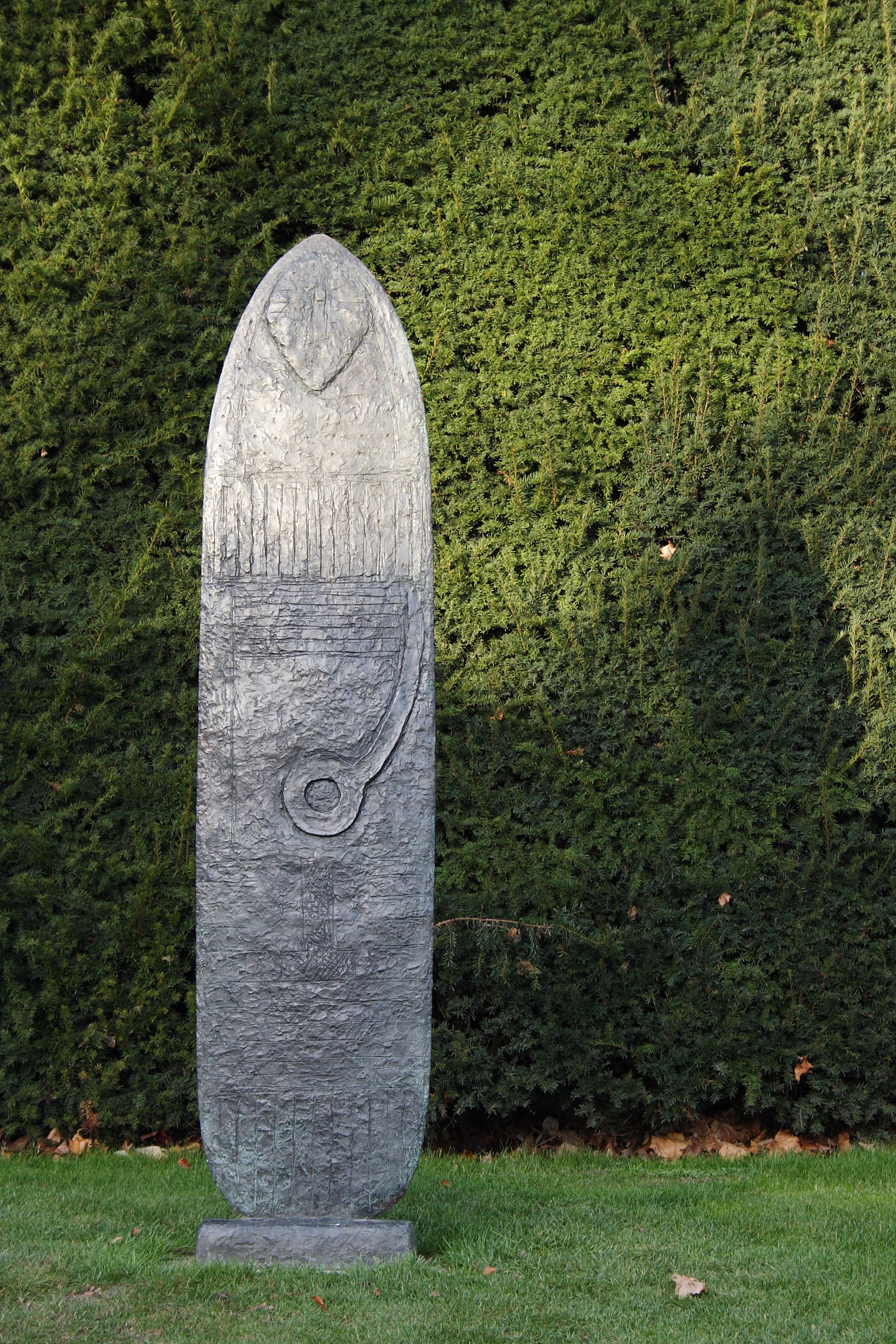
Ancestral Figure

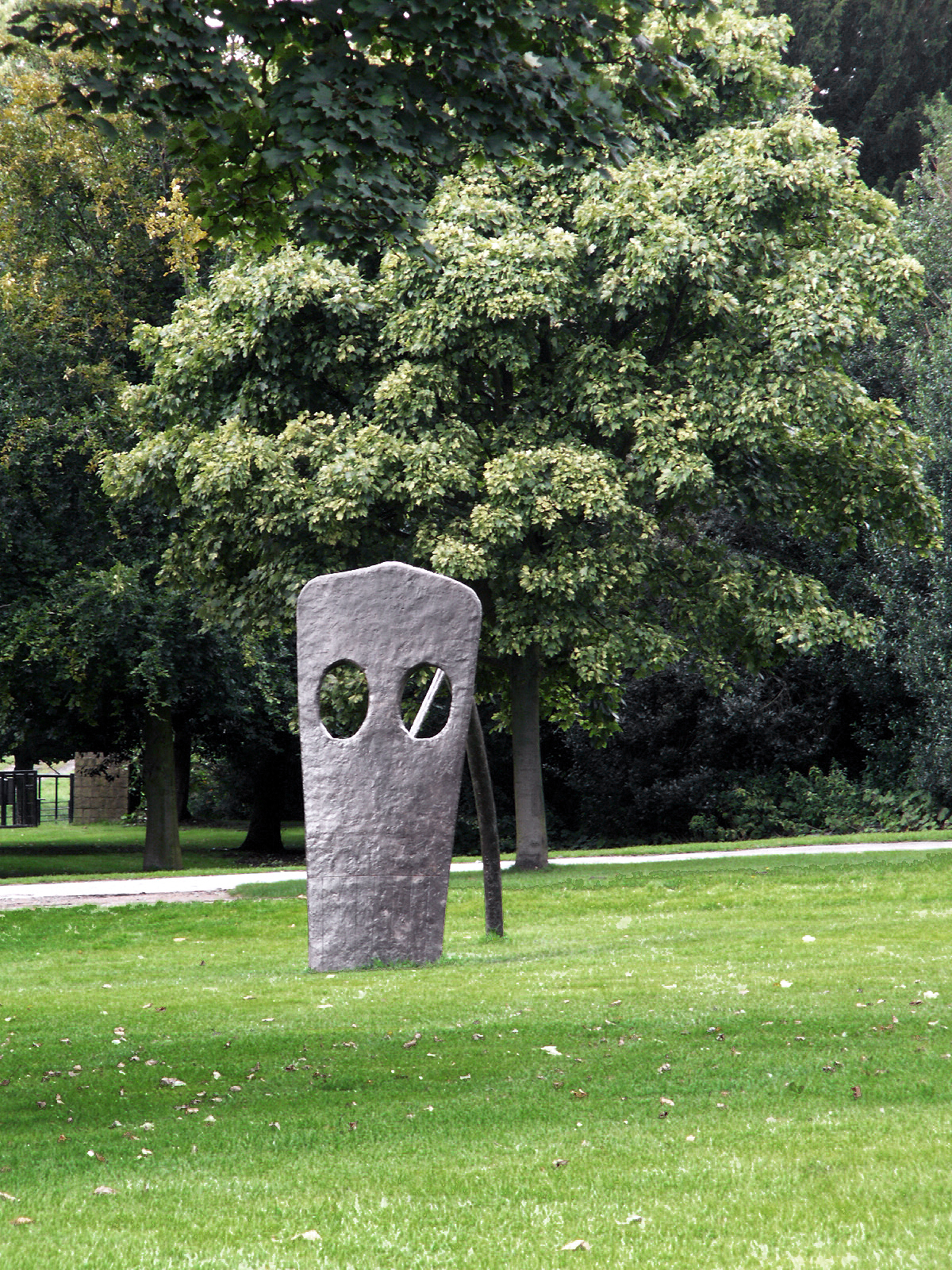
Large Horse (1990)

William Turnbull (Dundee, 11 januari 1922 – Londen, 16 november 2012) was een Schotse abstracte schilder en beeldhouwer.

## Leven en werk
Turnbull werkte van 1939 tot 1941 als illustrator in Dundee en studeerde van 1946 tot 1948 aan de Slade School of Fine Art in Londen. Hij leefde gedurende de late veertiger jaren in Parijs, waar zijn eerste werken ontstonden (vooral geïnspireerd door het werk van Alberto Giacometti en het existentialisme). Hij keerde naar Engeland terug, waar hij van 1953 tot 1961 visiting artist was aan de Central School of Arts and Crafts (thans onderdeel van Central Saint Martins College of Art and Design). Van 1964 tot 1972 doceerde hij er beeldhouwkunst.
1952 bracht voor vele Britse beeldhouwers een keerpunt. Met kunstenaars als Reg Butler, Lynn Chadwick, Eduardo Paolozzi en Kenneth Armitage vulde Turnbull het Britse paviljoen tijdens de Biënnale van Venetië met de expositie New Aspects of British Sculpture. In 1968 werd Turnbull uitgenodigd voor deelname aan de 4.documenta in de Duitse stad Kassel.
De kunstenaar woonde en werkte in Londen.

## Werken (selectie)
- Masks (1953), Tate Britain in Londen[1]
- Horse (1954), Tate Britain
- Idol 2 (1956), Tate Britain
- Head (1960), Tate Britain
- Spring Totem (1962/63)
- 3/4/5 (1966), Tate Britain
- Column (1970), Franklin D. Murphy Sculpture Garden in Los Angeles
- Gate (1972), beeldenpark van de Scottish National Gallery of Modern Art in Edinburgh
- Ancestral Figure, Yorkshire Sculpture Park
- Blade of Venus (1985), Canary Wharf in Londen
- Head (1987), Jesus College, Cambridge Sculpture Trails in Cambridge
- Large Horse (1990), Yorkshire Sculpture Park